# Mäusdorf

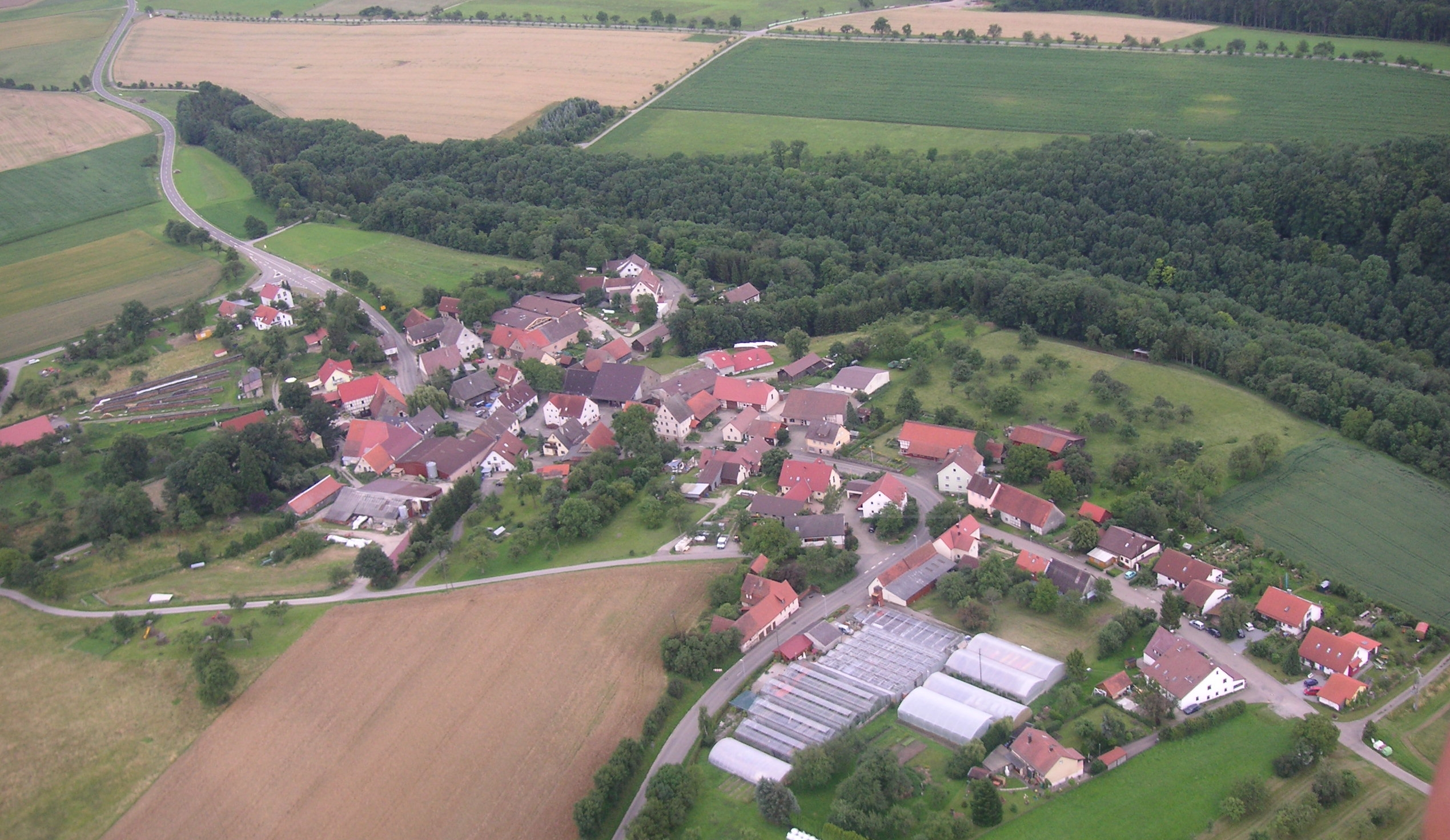
Mäusdorf aus der Vogelperspektive

Mäusdorf ist ein Dorf in Baden-Württemberg, das zur Stadt Künzelsau im Hohenlohekreis gehört.

## Geographie
Mäusdorf liegt auf 410 m ü. NN. Es ist ein Teil der Ortschaft und Altgemeinde Laßbach, die mit der Gemeindereform 1972 zu einem Stadtteil von Künzelsau wurde, der Kreisstadt des Hohenlohekreises in Baden-Württemberg. Das Dorf liegt an der Wasserscheide zwischen Kocher und Jagst in einer Mulde am Rande einer Bachklinge. Es ist umgeben von den Nachbarorten Amrichshausen, Berndshausen, Nitzenhausen, Schloss Stetten und Kocherstetten.

## Geschichte
Mäusdorf wurde erstmals im Jahre 1306 als Musdorf urkundlich erwähnt und dürfte wesentlich älter sein. Es war bis 1806 Teil des Baronats der Freiherren von Stetten. Dieses Geschlecht fränkischer Reichsritter bewohnt seit mehr als 900 Jahren ununterbrochen die Stauferburg Stetten hoch über dem Kochertal. 1806 fiel ihr Hoheitsgebiet und damit auch Mäusdorf an das neu gebildete Königreich Württemberg und war bis 1972 Bestandteil der Landgemeinde Laßbach. Eine Nebenstrecke der Hohen Straße, die nach Kirchberg an der Jagst und nach Langenburg führt, verläuft durch das Dorf. Unter den Benutzern dieser Heerstraße hatten die Anwohner vor allem während der Franzosenkriege zu leiden. 1831 betrug die Bevölkerungszahl 131, im Jahre 1883 lebten hier 188 Menschen. Heute wohnen 115 Personen (83 ev., 15 kath.,10 versch., Stand 1. Januar 2020) in Mäusdorf.
Mäusdorfer Bauern nahmen mit dem Tauberhaufen auch am Bauernkrieg 1524/25 teil.
Zusammen mit Laßbach kam Mäusdorf am 1. Januar 1972 zur Kreisstadt Künzelsau.

## Wirtschaft

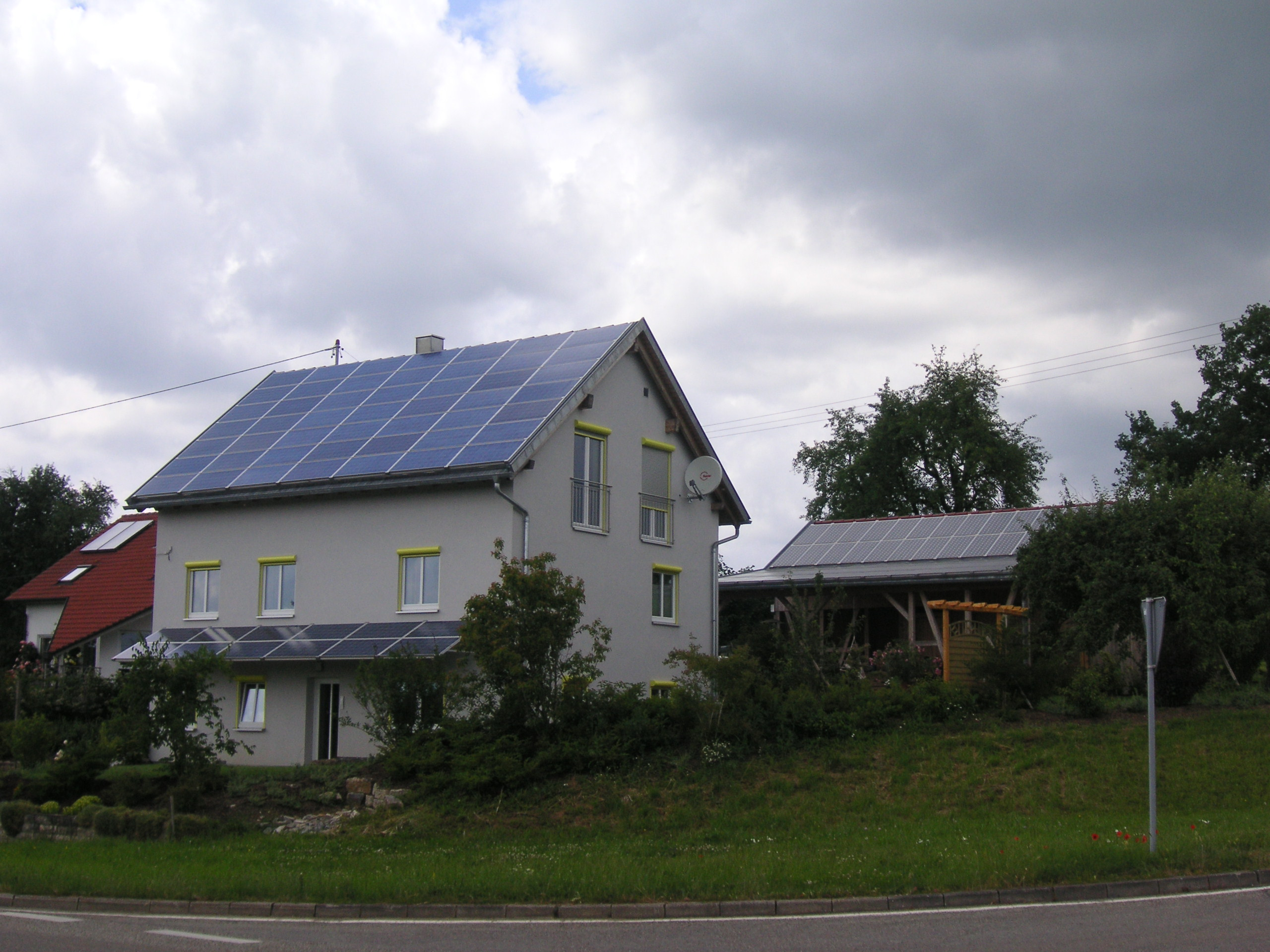
Solarhaus Helwig

Die Mäusdorfer Landwirtschaft war lange Zeit geprägt von kleinbäuerlicher Milchwirtschaft; Schweinezucht hat diesen Betriebszweig weitgehend abgelöst. Heute bestehen nur noch zwei Vollerwerbsbetriebe mit Milchviehhaltung. Im Mittelalter wurde auch am Rande von Mäusdorf auf 2,5 ha Fläche Weinbau betrieben; Reste der Stetten’schen Kelter sind noch vorhanden. 
Ein  Förderprojekt der DENA, das Solarhaus Helwig, demonstriert an einem Einfamilien-Handwerkerhaus des Baujahres 1936 die Möglichkeiten der Primärenergie-Einsparung (37 %) und Vermeidung von CO2-Ausstoß (1,0 t/a). 
Das Gelände der ehemaligen Gärtnerei Laichinger soll ab 2020 für die Wohnbebauung überplant und erschlossen werden.
Das Dorf ist regional bekannt geworden durch die Produkte der Molkerei Mäusdorf (1926–2001) und des Demeter-Bio-Geflügelhofes v. Wistinghausen/Noz. ("Brunnenhof", seit 1967)

## Vereine
Mäusdorf war einst ein Bauern- und Handwerkerdorf ohne Schule, Kirche, Kindergarten und Rathaus und ist jetzt ein dörflicher Wohnort. Obwohl dort keine Vereine ansässig sind, wird dennoch ein aktives Dorfleben mit Ausflügen, jährlichen Dorffesten und mit den Kocherstettener Vereinen (Posaunenchor, Kirchenchor, Sportverein, Landfrauenverein) gepflegt.

## Bildung
Die Mäusdorfer Kinder besuchen den Kindergarten und die Grundschule in Kocherstetten. Die nächsten weiterführenden Schulen befinden sich in Künzelsau.

## Religionen
Der größte Teil der Einwohner ist evangelisch und Mitglied der Ev. Kirchengemeinde von Kocherstetten. Bis in die erste Hälfte des 19. Jahrhunderts bestand die St.-Wolfgangs-Kapelle, die wegen Baufälligkeit abgebrochen wurde. Auf ihren Resten steht heute das „Blaue Häusle“ (Eichholzweg 4). Eine Sammelaktion durch den Mäusdorfer Johann Georg Krebs (1764 und 1766) führte diesen bis nach Possen; mit den erlangten Spenden wurde nicht der Wiederaufbau der Kapelle, sondern das Schulwesen in Morsbach verbessert.

## Sehenswürdigkeiten

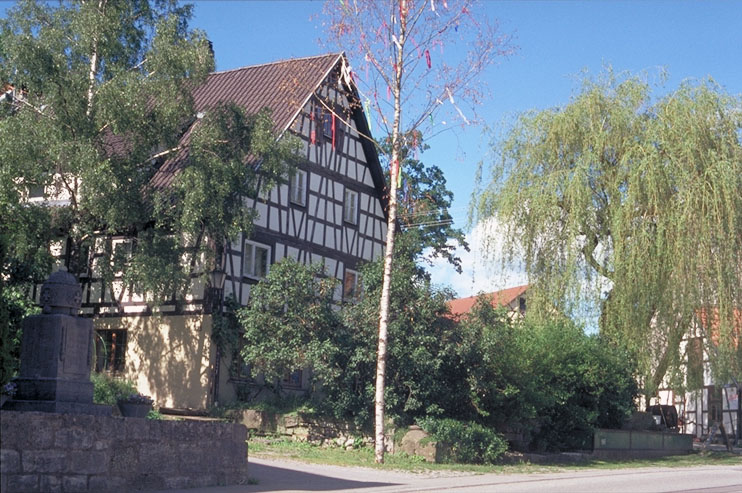
Der Brunnenhof, ein ehemaliger Pfarrer-Mayer-Hof aus dem Jahre 1835. Davor der lange gusseiserne Dorfbrunnen und das Kriegerdenkmal

Das leicht wellige Gelände ist gekennzeichnet durch Erdfälle. Das „Seeholz“, ein Dolinensee, ist 1982 unter dem Namen „Kügelhofer Moortopf“ zum Naturdenkmal erhoben worden. Das Siedelsbachloch ist eine Hohenloher Seltenheit, eine „Bachschwinde“, die das einströmende Wasser aus der ehemaligen Allmende „Heiderück“ und einer Quelle unter der Wasserscheide Kocher/Jagst hindurch in den Heiligenbach nach Kocherstetten leitet.  Zwei weitere große Dolinen sind bei der Flurbereinigung (ausgeführt 1970–1985) verfüllt und eingeebnet worden.
Die Allmendweide Heiderück war 1596 Gegenstand eines Prozesses der Freiherren von Stetten gegen den Deutschorden vor dem Reichskammergericht um die ehemals gemeinsamen Weiderechte der Mäusdorfer, Nitzenhäuser und Berndshäuser Bauern, der 1605 mit einem Vergleich und mit der späteren Aufteilung der Allmende endete.
An der Chaussee von Mäusdorf nach Nitzenhausen, der heutigen Landesstraße 1034, befanden sich einst die Standorte des Stettener Galgens, wo 1772 die letzte von insgesamt sechs Hinrichtungen im Stetten’schen Gebiet stattfand.